# Мю Змія
Мю Змія — подвійна зірка в сузір'ї Змія. Його видно неозброєним оком з видимою зоровою величиною 3,543. На підставі річного паралакса, він розташований приблизно за 170 світлових років від Сонця.
Це подвійна система, для якої орбітальні елементи були визначені на основі інтерферометричних спостережень. Пара орбіт один одного з періодом близько 36 років і ексцентриситетом приблизно 0,4. Первинний член, компонент A, є білою зіркою головної послідовності типу A із зоряною класифікацією A0 V. Природа вторинного, компонента B, менш певна — це може бути клас Зірка типу A або F невідомого класу світності.
У китайській астрономії Мю Змій називається 天乳, піньїнь: Tiānrǔ, що означає Небесне Молоко.